# Embiotoca lateralis
Espèce
Embiotoca lateralis est une espèce de poissons téléostéens (Teleostei).